# Велика Корабельна
Вели́ка Корабе́льна — річка в Україні, в межах Добровеличківського району Кіровоградської області та Арбузинського району Миколаївської області. Права притока Корабельної (басейн Південного Бугу).

## Гідрографія
Довжина 27 км. Площа водозбірного басейну 223 км². Похил річки 4 м/км. Долина завширшки 1,8 км, завглибшки до 50 м. Річище меандрує, пересічна ширина 2 м. Живлення снігове і дощове. Замерзає наприкінці грудня, скресає на початку березня. Річка частково зарегульована ставками. Використовується для зрошення.

## Розташування
Річка бере початок у селі Миколаївці. Тече переважно на південний захід, у пониззі — на південь. На південь від села Воєводське зливається з річкою Малою Корабельною, даючи початок Корабельній.